# John Welsh (Schauspieler)
John Welsh (* 7. November 1914 in Wexford, Vereinigtes Königreich Großbritannien und Irland; † 21. April 1985 in Richmond, London, Vereinigtes Königreich) war ein irischer Schauspieler.

## Leben
Nach drei Jahren als Theater-Schauspieler in Dublin wechselte er 1950 nach London. Hier wurde er überwiegend als Filmschauspieler tätig. Er spielte ernsthafte Typen, darunter Polizisten, Militärs, Geistliche. Er spielte in einer Reihe von Serien mit, darunter Softly, Softly (ab 1966), Die Forsyte Saga (1967) oder Das Hotel in der Duke Street (ab 1976).
Seine Film- und Fernseharbeiten umfassen insgesamt 200 Produktionen.

## Filmografie (Auswahl)
- 1954: Ein Inspektor kommt (An Inspector Calls)
- 1954: Das geteilte Herz (The Divided Heart)
- 1955: Der schwarze Prinz (The Dark Avenger)
- 1955: In den Schlingen von Scotland Yard (Confession)
- 1956: Täter unbekannt (Lost)
- 1956: Der Mann, den es nie gab (The Man Who Never Was)
- 1956: Der lange Arm (The Long Arm)
- 1957: Am Rande der Unterwelt (The Secret Place)
- 1957: Die Fahrt in den Abgrund (The Long Haul)
- 1957: Volltreffer ins Glück (Lucky Jim)
- 1957: Der Mann im Schatten (Man in the Shadow)
- 1957: Das Geburtstagsgeschenk (The Birtday Present)
- 1958: Dünkirchen (Dunkirk)
- 1958: Frankensteins Rache (The Revenge of Frankenstein)
- 1958: Indiskret (Indiscreet)
- 1958: Queen’s Champion (Miniserie, 5 Folgen)
- 1958: Hinter der Maske (Behind the Mask)
- 1959: Der Weg nach oben (Room at the Top)
- 1959: Immer Ärger mit den Ladies (Operation Bullshine)
- 1959: Das Bittere und das Süße (The Rough and the Smooth)
- 1960: Die vier Gerechten (The Four Just Men, Fernsehserie, eine Folge)
- 1960: Der Mann mit der grünen Nelke (The Trials of Oscar Wilde)
- 1960: Die Lawine (Snowball)
- 1961: Franz von Assisi (Francis of Assisi)
- 1961: Gebrandmarkt (The Mark)
- 1961: Konga – Erbe von King Kong (Konga)
- 1961: Der Schuß aus dem Nichts (Johnny Nobody)
- 1961: Sir Francis Drake (Fernsehserie, eine Folge)
- 1962: Number Six
- 1962: Diebe haben Vorfahrt (Go to Blazes)
- 1962: Brennende Schuld (Life For Ruth)
- 1964: Der Satan mit den langen Wimpern (Nightmare)
- 1964–1966: Geheimauftrag für John Drake (Danger Man, Fernsehserie, 4 Folgen)
- 1966: Rasputin – der wahnsinnige Mönch (The Mad Monk)
- 1966–1967: Softly Softly (Fernsehserie, 25 Folgen)
- 1967: Minirock und Kronjuwelen (The Jokers)
- 1967: Die Forsyte Saga (The Forsyte Saga), (Fernsehserie, 13 Folgen)
- 1968: Sturm auf die eiserne Küste (Attack on the Iron Coast)
- 1970: Cromwell – Krieg dem König (Cromwell)
- 1970: Ein Mann jagt sich selbst (The Man who Haunted Himself)
- 1972: Der Rattenfänger von Hameln (The Pied Piper)
- 1976–1977: Das Hotel in der Duke Street (The Dutchess of Duke Street) (Fernsehserie, 25 Folgen)
- 1979: 1998 – Die vier Milliarden Dollar Show (Americathon)
- 1983: Krull
- 1984: Engel auf Abwegen (It Came Upon the Midnight Clear)
- 1985: Ich muß sie töten (Murder: By Reason of Insanity)